# Bełżyce (gmina)
Pour les articles homonymes, voir Bełżyce (homonymie).
Bełżyce est une gmina mixte ou urbaine-rurale (gmina miejsko-wiejska) du powiat de Lublin, dans la Voïvodie de Lublin, dans l'est de la Pologne.
Son siège administratif (chef-lieu) est la ville de Bełżyce, qui se situe environ 23 km à l'ouest de la capitale régionale Lublin (siège du powiat et capitale de la voïvodie).
La gmina couvre une superficie de 133,85 km2 pour une population de 13 876 habitants en 2006 répartie pour la ville de Bełżyce de 7 054 habitants et une population rurale de 6 822 habitants.

## Histoire
De 1975 à 1998, la gmina est attachée administrativement à l'ancienne Voïvodie de Lublin.

Depuis 1999, elle fait partie de la nouvelle voïvodie de Lublin.

## Géographie
Outre la ville de Bełżyce, la gmina inclut les villages de :
- Babin
- Chmielnik
- Chmielnik-Kolonia
- Cuple
- Jaroszewice
- Kierz
- Krężnica Okrągła
- Malinowszczyzna
- Matczyn
- Płowizny
- Podole
- Skrzyniec
- Skrzyniec-Kolonia
- Stare Wierzchowiska
- Wierzchowiska Dolne
- Wierzchowiska Górne
- Wojcieszyn
- Wronów
- Wymysłówka
- Zagórze
- Zalesie
- Zosin

### Gminy voisines
La gmina de Bełżyce est voisine des gminy de :
- Borzechów
- Chodel
- Konopnica
- Niedrzwica Duża
- Poniatowa
- Wojciechów

## Structure du terrain
D'après les données de 2002, la superficie de la commune de Bełżyce est de 100,62 kilomètres carrés, répartis comme telle :
- terres agricoles : 71 %
- forêts : 17 %

La commune représente 7,8 % de la superficie du powiat.

## Démographie
Données duu 30 juin 2004 :
| Description        | Total  | Total | Femmes | Femmes | Hommes | Hommes |
| ------------------ | ------ | ----- | ------ | ------ | ------ | ------ |
| Unité              | Nombre | %     | Nombre | %      | Nombre | %      |
| Population         | 6 841  | 100   | 3 443  | 50,3   | 3 398  | 49,7   |
| Densité (hab./km²) | 68     | 68    | 34,2   | 34,2   | 33,8   | 33,8   |